# ヴェシ族
ヴェシ族（ロシア語: Весь）は、9世紀以降にキエフ大公国に組み込まれたフィン系の農耕民族である。ヴェプス人と一部のカレリア人から派生し、ラドガ湖・オネガ湖・ベロエ湖周辺や、その南部の地域を居住地としていた。

## 文献上のヴェシ族
『原初年代記』の中に、ベロオゼロの最初の住民であり、ノヴゴロド公リューリクの統治下にあったこと、882年にヴァリャーグや他のフィン系部族（チュヂ族・メリャ族）・スラヴ系部族（クリヴィチ族・スロヴェネ族）と共にオレグの軍に加わり、リューベチ、スモレンスクを陥落させたことなどが記述されている。
10世紀 - 14世紀のアラブ人の地理学者は、ユグラに隣接し、ヴォルガ・ブルガールから北にかけて住んでいた「ヴィス」という部族について言及している。アフマド・イブン・ファドラーンの記した書籍では、ヴィスはアルタニヤ(ru)（10世紀のアラブの歴史書にみられる、ルーシの3つの国のうちの１つ）と共に言及されている。また、ヴォルガ・ブルガールの商人はヴェシと商取引を行い、毛皮と金属製品を交換していたという。このヴィスをヴェシ族と同一だとみなす仮説がある。

## 考古学上のヴェシ族
考古学者は通常、5-6世紀までの東ヨーロッパ平原北部に存在していたヂヤコブスク文化(ru)の史跡と、ヴェシ族・メリャ族とを関連づけている。 
また、9-13世紀のラドガ周辺のオヤチ川(ru)などの河川の流域 のクルガンと、ヴェシ族との関連が度々考察されている。クルガンとヴェシ族との相関関係の論証は、オヤチ川の名前の研究により、この地域の地名がヴェプス語によって名づけられたとする説に基づいている。クルガンは直径5-12m、高さ0.6-3mの、丸みのある漏斗形をしている。内部はかまどや調理器具などの配置によって住居を再現し、死後の世界と現世を一貫性のあるものとしてとらえている。また、火葬した遺体と共に、スカンディナヴィア起源の物品がいくつか発見されている。